# Aponogeton crispus
Aponogeton crispus är en enhjärtbladig växtart som beskrevs av Carl Peter Thunberg. Aponogeton crispus ingår i släktet Aponogeton och familjen Aponogetonaceae. IUCN kategoriserar arten globalt som livskraftig. Inga underarter finns listade.